# 比耶拉主教座堂

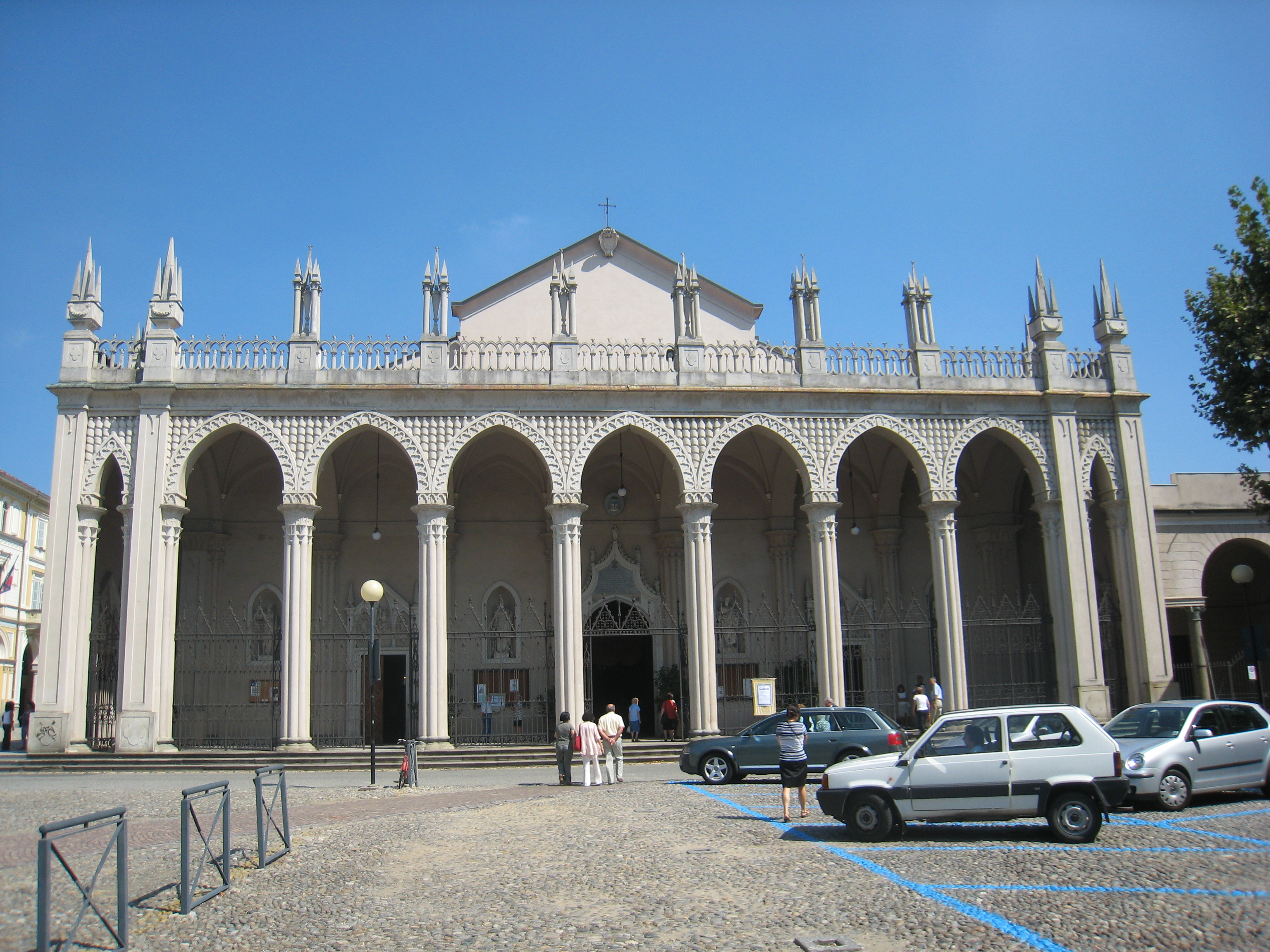
主教座堂的西立面

比耶拉圣斯德望主教座堂（義大利語：Duomo di Biella; Cattedrale di Santo Stefano） 是天主教比耶拉教區的主教座堂，奉圣斯德望为主保圣人，位于意大利北部皮埃蒙特大区比耶拉省比耶拉市中心的主教座堂广场（Piazza Duomo）。